# Trần Phi Hổ
Trần Phi Hổ (1953 – 28 tháng 5 năm 2023) là một sĩ quan cấp cao trong Quân đội nhân dân Việt Nam, hàm Trung tướng, nguyên Tư lệnh Quân khu 9, Phó trưởng ban Chỉ đạo Tây Nam Bộ. Ông được nhà nước Việt Nam phong tặng danh hiệu Anh hùng Lực lượng vũ trang nhân dân.

## Thân thế và sự nghiệp
Trần Phi Hổ tên khai sinh là Trần Văn Quý, sinh năm 1953 tại xã Trần Phán, huyện Đầm Dơi, tỉnh Cà Mau. Ông nhập ngũ từ năm 1969 và tham gia lực lượng du kích ở địa phương. Đến tháng 3 năm 1977, ông đã là Phó Đại đội trưởng Huyện đội Ngọc Hiển. Trong một thời gian ngắn từ tháng 4 đến tháng 11 năm 1977, ông là Đại đội trưởng Trường huấn luyện tỉnh Minh Hải (nay là tỉnh Cà Mau). Sau 3 tháng giữ vị trí Phó đại đội trưởng Tiểu đoàn U Minh 2 thuộc Bộ chỉ huy quân sự tỉnh Minh Hải, ông được điều về Tiểu đoàn 5 thuộc Trung đoàn 157, Sư đoàn 339, Quân đoàn 4 và dần lên đến vị trí Phó Tiểu đoàn trưởng. Đầu năm 1980, ông bắt đầu theo học tại Trường Quân chính Quân đoàn 4. Đến đầu năm 1981, ông trở thành Tiểu đoàn trưởng Tiểu đoàn 6. Trong hơn 5 năm tiếp theo, ông trải qua nhiều chức vụ từ Tham mưu trưởng đến Trung đoàn trưởng Trung đoàn 157 thuộc Sư đoàn 339, Quân khu 9.
Từ tháng 10 năm 1985 đến tháng 9 năm 1988, ông tiếp tục theo học tại Trường Văn hóa và Trường H16 của Quân khu 9. Sau khi hoàn thành việc học, ông giữ vai trò Phó sư đoàn trưởng Sư đoàn 339 trong gần 1 năm trước khi tiếp tục theo học tại Học viên Học viện Lục quân. Sau khi hoàn thành việc học vào tháng 7 năm 1991, ông quay lại Sư đoàn 339 và giữ chức vụ Phó Sư đoàn trưởng kiêm Tham mưu trưởng và dần được thăng đến Sư đoàn trưởng Sư đoàn 8, Quân khu 9. Ông được bổ nhiệm làm Phó Tư lệnh kiêm Tham mưu trưởng của Quân khu 9 từ năm 2002 và chỉ giữ vao trò Phó Tư lệnh từ năm 2004. Đến cuối năm 2007, ông được bổ nhiệm làm Tư lệnh Quân khu, đồng thời được phong quân hàm Trung tướng. Trong suốt 5 năm từ tháng 6 năm 2011, ông là Phó trưởng ban Chỉ đạo Tây Nam Bộ và đảm nhiệm vị trí này cho đến khi về hưu vào tháng 4 năm 2016. Trong thời gian này, ông được nhà nước Việt Nam phong tặng danh hiệu Anh hùng Lực lượng vũ trang nhân dân vào tháng 7 năm 2012.
Ngày 28 tháng 5 năm 2023, ông qua đời tại nhà riêng, thọ 70 tuổi.

## Khen thưởng
- Danh hiệu Anh hùng lực lượng vũ trang nhân dân.
- Huân chương Độc lập hạng Ba.
- Huân chương Quân công hạng Ba.
- 3 Huân chương Chiến công hạng Nhất.
- 2 Huân chương Chiến công hạng Nhì.
- 3 Huân chương Chiến công hạng Ba.
- Huy chương Quân kỳ quyết thắng.
- Huân chương Chiến sĩ vẻ vang hạng Nhất, Nhì, Ba.
- Huân chương Bảo vệ tổ quốc hạng Nhất (Nhà nước Campuchia tặng).

## Lịch sử thụ phong quân hàm
| Năm thụ phong | 2003        | 2007        |
| ------------- | ----------- | ----------- |
| Quân hàm      |             |             |
| Cấp bậc       | Thiếu tướng | Trung tướng |